# Alstroemeria radula
Alstroemeria radula là một loài thực vật có hoa trong họ Alstroemeriaceae. Loài này được Dusén miêu tả khoa học đầu tiên năm 1905.